# 태평양 공동체

태평양 공동체의 깃발

태평양 공동체(太平洋共同體, 영어: Pacific Community, PC)는 22개 태평양의 섬나라를 포함한 27개의 회원들에 대한 기술 지원, 정책 자문, 훈련 및 연구 활동 제공 등을 목적으로 1947년에 설립된 국제 기구이다. 본부는 누벨칼레도니 누메아에 있으며, 지역 사무소는 수바, 폰페이, 포트빌라에 위치하고 있다. 또한 태평양의 다른 지역에도 현장 직원들이 배치되어 있다. 공식 작업 언어는 영어와 프랑스어이다.
PC는 주로 기술적·과학적 자문을 제공하며, 기부국으로부터 개발 프로젝트 자금을 조달하는 중개 역할을 한다. 태평양 제도 포럼과 달리, PC는 무역 블록이 아니며 군사나 안보 문제를 다루지 않는다. PC가 중점적으로 다루는 지역 개발 이슈에는 기후 변화, 재난 위험 관리, 수산업, 식량 안보, 교육, 성평등, 인권, 비감염성 질환, 농업, 산림 및 토지 이용, 수자원, 청년 고용 등이 포함된다.
해양자원과(Marine Resources Division)의 해양어업프로그램(Oceanic Fisheries Programme)에서 중서부태평양수산위원회의 참치자원평가 업무를 대행하고 있다.

## 역사
태평양 공동체는 1947년 남태평양 위원회(SPC)로 설립된 국제 개발 기구로, 호주, 프랑스, 네덜란드, 뉴질랜드, 영국, 미국 등 전략적 이해와 지역 내 영토를 보유한 6개 선진국이 창설하였다.
SPC의 설립 헌장은 캔버라 협정(Canberra Agreement)이다. 제2차 세계 대전 이후, SPC를 설립한 6개 식민 열강은 전후 태평양 지역에서 서방의 정치적·군사적 이익을 확보하기 위해 이 기구를 창설한 것으로 평가된다. 창립 회원국 중 네덜란드와 영국은 이후 태평양 영토가 독립하거나 조직 내에서 독자적 대표권을 획득함에 따라 SPC에서 탈퇴하였다.
초기부터 SPC의 역할은 제한적이었다. 1947년 호주와 뉴질랜드가 미국, 프랑스, 네덜란드, 영국에 남태평양 위원회 회의 참가를 요청하면서 "설립될 남태평양 위원회는 정치적 문제나 국방·안보 문제를 다룰 권한을 가져서는 안 된다"고 명시하였다. 이러한 제한은 핵실험 문제와 같은 논의를 방해했고, 1971년 남태평양 포럼(현재 태평양 제도 포럼)의 창설로 이어졌다. 이 포럼에는 프랑스, 영국, 미국과 같은 "메트로폴리탄" 열강과 그들의 태평양 영토는 회원으로 포함되지 않았다.
1949년 SPC는 뉴칼레도니아 누메아에 영구 본부를 설립하였다. 본부는 이전 미국 군사 기지를 활용했으며, 1995년 새로운 본부가 같은 지역에 건설되고 군사 기지는 철거되었다. SPC의 초기 본부 위치는 현재 르 프로메나드(Le Promenade) 단지 부지에 기념비와 명판으로 남아 있다.
1962년 SPC는 남태평양 경기 대회 협의회(South Pacific Games Council)를 설립하여 태평양 전역의 정기적인 스포츠 행사를 개최하기로 하였다. 첫 대회는 1963년 피지 수바에서 열렸으며, 13개 태평양 영토에서 646명이 참가하였다. 초기에는 3년 주기로 개최되었으나, 이후 4년 주기로 변경되었다.
네덜란드령 뉴기니는 1962년 네덜란드에서 유엔 관리로 이관된 후 1963년 인도네시아로 이전되었고, 네덜란드는 태평양 지역에서 영토를 잃으면서 SPC에서 탈퇴하였다.
SPC의 거버넌스는 정치적 환경 변화에 따라 진화하였다. 창립 당시 모든 회원국이 동등한 대표권과 한 표의 투표권을 가졌으나, 1965년 서사모아가 독립 국가로 SPC에 가입하면서 서방 창립국이 조직을 통제할 수 있도록 규칙이 변경되었다. 이후, 1983년 사이판 회의에서 다시 "회원국 당 한 표"의 원칙이 부활하였다. 그러나 비독립 지역의 회원 가입과 결합된 이 원칙은 프랑스와 미국 같은 국가들이 추가 표를 확보하는 효과를 가져왔다는 비판이 있었다.
1972년 SPC는 남태평양 예술제를 피지 수바에서 처음 개최하였으며, 1975년 태평양 예술 위원회를 창설하여 문화 문제를 SPC의 정규 의제로 삼았다.
1988년 SPC는 태평양 지역 기구 협의회(CROP)의 창립 회원으로 참여하여 태평양 지역의 지속 가능한 발전 목표를 위해 다양한 지역 기구 간 협력과 조정을 강화하였다.
1996년 SPC는 지역 유전자원 센터(Regional Germplasm Centre, RGC)를 설립하여 식물 유전자원을 보존하고 활용할 정책을 수립하였다. 센터는 빠르게 성장해 2007년 태평양 작물 및 나무 센터(CePaCT)로 개칭되었으며, 현재 2,000종 이상의 유전자원을 보유하고 있다.
2000년 SPC는 첫 여성 사무총장 루르데스 판젤리난(Lourdes Pangelinan)을 임명하며 CROP 기구 중 처음으로 여성 리더십을 수용하였다. 그녀는 2000년부터 2006년까지 SPC를 이끌었다.

## SPC 회원국
- 미국
- 영국
- 프랑스
- 오스트레일리아
- 뉴질랜드
- 미크로네시아 연방
- 마셜 제도
- 팔라우
- 괌
- 북마리아나 제도
- 나우루
- 키리바시
- 투발루
- 파푸아뉴기니
- 솔로몬 제도
- 바누아투
- 누벨칼레도니
- 피지
- 통가
- 왈리스 푸투나 (프랑스)
- 토켈라우
- 사모아
- 아메리칸사모아
- 니우에
- 쿡 제도
- 프랑스령 폴리네시아
- 핏케언 제도